# Micromanía (magazine)
Pour les articles homonymes, voir Micromania.
Micromanía est un magazine de jeux vidéo espagnol. Il est fondé en mai 1985 par l'éditeur HobbyPress, actuellement filiale d'Axel Springer. 

## Histoire
Micromania est l'un des premiers magazines en Europe exclusivement consacrés aux jeux vidéo. Il est publié pour la première fois juste après le lancement de MicroHobby, créé quelques mois plus tôt par le même éditeur. Le magazine, dans ses deux premières périodes, couvre de l'âge d'or du logiciel espagnol. Micromanía fête son 25e anniversaire en 2010. En juillet 2012, Axel Springer stoppe la parution du magazine, en concentrant sa couverture du jeu vidéo avec son autre magazine Hobby Consolas. L'équipe du magazine continue le magazine indépendamment, toujours publié, par BlueOcean Publishing,.